# Giovanni Battista Da Persico
Giovanni Battista Da Persico (Verona, 1777 – 1845) è stato un letterato e politico italiano.
Nato in una famiglia nobiliare, studiò a Bergamo e nel Collegio vescovile di Verona. In qualità di "studioso di pittura" divenne socio onorario della Accademia Cignaroli nel 1827. Collezionista di incisioni, dipinti e statue, coltivò un'amicizia con lo scultore Antonio Canova. Nel 1820 pubblicò la Descrizione di Verona e la sua provincia. Nel 1818 è podestà a Verona contraddistinguendosi per l'attenzione al patrimonio artistico cittadino.